# 川島なお美 恋のサウンドグラフィティ
川島なお美 恋のサウンドグラフィティ（かわしまなおみ こいのサウンドグラフィティ）は、1983年4月10日から1984年9月30日までニッポン放送他NRN各局で放送されていたラジオ番組。パーソナリティは川島なお美。ソニーの一社提供枠『SONY Night Square』で放送されていた。

## 概要
川島なお美にとっては、1983年3月いっぱいで終了した『川島なお美 おもしろソーダ』に続くニッポン放送でのレギュラー番組である（なお、文化放送でDJを務めていた『ミスDJリクエストパレード』は、1983年3月で青山学院大学卒業とともに降板している）。リスナーから寄せられたはがきを中心に構成し、時には電話も使ってリスナーとどんどん対話しようというコンセプトで始まった番組である。そして音楽大好き人間であった川島自身の特性を活かし、その知識を活かして音楽は1930年代・1940年代のロックンロールから洋楽・邦楽問わずふんだんにオンエアしていた。
主なコーナーには、はがきコーナーの他に悩み相談の『シャワーのあとで』コーナー（1983年出版の川島のエッセイ集と同じタイトル）、ロックンロールなどの曲のタイトルと内容を基にして作られ、当時ニッポン放送アナウンサーの上柳昌彦との掛け合いで進行されるラジオドラマコーナーがあった。はがきコーナーやシャワーのあとでコーナーは毎週決められたテーマに沿ったはがきを募集していたが、面白い内容のものがあった時にはテーマに関係なく紹介したこともあった。
当番組のエンディング曲は、初期は大瀧詠一のインストゥルメンタル・アルバム『NIAGARA SONG BOOK』収録曲の『青空のように』。後期はレスリー・ゴーア の曲「Young and Foolish」。

## ゲスト
- THE ALFEE （1983年9月4日）
- 近藤真彦 （1984年1月8日）
- 沢田研二 （1984年2月12日）
- わらべ （1984年2月26日）
- 小田和正 （1984年4月29日）
- 中原めいこ （1984年5月20日）
- チェッカーズ （1984年6月10日）
- 吉川晃司 （1984年9月2日）
他

## 放送されていた局
- ニッポン放送（制作局）- 日曜日22:00 - 22:30
- 東北放送 - 土曜日24:00 - 24:30
- 東海ラジオ - 日曜日22:30 - 23:00
- 朝日放送 - 日曜日22:30 - 23:00